# Carthaeomorpha breviceps
Carthaeomorpha breviceps är en insektsart som beskrevs av Melichar 1902. Carthaeomorpha breviceps ingår i släktet Carthaeomorpha och familjen Flatidae. Inga underarter finns listade i Catalogue of Life.